# Na Ah-reum
Na Ah-reum, também Na A-reum (nome original em coreano:  나 아름; Jeolla do Norte, 24 de março de 1990) é uma ciclista olímpica sul-coreana. Ah-reum representou a sua nação durante os Jogos Olímpicos de Verão de 2012 na prova de corrida em estrada, terminando em 13º lugar.